# Juan Cancio Mena
Juan Cancio Mena e Izurzun (Pamplona, 20 de octubre de 1834-26 de abril de 1916) fue un jurista, escritor, periodista y político español.

## Biografía
En 1850 obtuvo el título de Bachiller en Filosofía por el Instituto de Pamplona, y en 1856 el de Bachiller en Jurisprudencia por la Universidad Central, licenciándose en 1858. Dedicado a la docencia, fue profesor en Santander (1858), Bilbao (1861) y Burgos (1864). Fue asimismo director del Colegio de Internos de Pamplona.
En 1865 fue nombrado secretario de Diputación Foral de Navarra. Renunció a dicho cargo tras la aprobación de la Constitución española de 1869, a la que se opuso porque sancionaba la libertad de cultos.
Tras adherirse al carlismo, en 1870 fundó en Madrid, con Julio Nombela, los periódicos carlistas El País Vasco-Navarro y La Nueva España.
Defensor la unidad católica de España, en 1870 formó parte de la Junta Provincial de la Asociación de Católicos de Navarra como secretario. Estallada la tercera guerra carlista, en 1873 perteneció la Real Junta Gubernativa carlista de Navarra y estuvo al mando de la Comisaría Regia de la frontera.
Publicó con Julio Nombela en Bayona el periódico La Cruzada Española (1875), en el que identificó la causa de los Fueros con la de Carlos VII.
Concluida la guerra, propuso que los carlistas participasen en la vida política de la Restauración alfonsina, proyecto que fue rechazado por los carlistas. En 1881 se unió a la Unión Católica de Alejandro Pidal.
Fue colaborador asiduo del diario conservador El Eco de Navarra durante treinta años. Colaboró también en numerosos diarios de Madrid, Aragón y Navarra, entre ellos, Los Niños y La Correspondencia de España.
Según José Fermín Garralda, hacia el final de su vida volvió a manifestarse afín al carlismo. Su hijo Ignacio Mena y Sobrino fue candidato a diputado jaimista a Cortes por Burgos en las elecciones de 1914.
Estuvo casado en segundas nupcias con la escritora Francisca Sarasate.

## Obras
- Objeto e importancia de la Estadística (Zaragoza, 1860)
- El pasado y el presente de la política española (Madrid, 1865)
- La ley de Dios [...] (Pamplona, 1867)
- La cuestión religiosa (Madrid, 1869)
- Principios fundamentales de política [...] (Pamplona, 1877)
- Filosofía del Syllabus (Pamplona, 1878)
- Lourdes y la ciencia (Pamplona, 1880)
- Tratado de Economía Política (Zaragoza, 1914)